# فيراري (فلم)
فيراري (بالإنجليزية: Ferrari) هو فيلم سيرة ذاتية أمريكي قادم من إخراج مايكل مان عن حياة اينزو فيراري مؤسس شركة فيراري. الفيلم من بطولة آدم درايفر، بينيلوبي كروز، شايلين وودلي وسارة جادون. بلغت ميزانية الفيلم 90 مليون دولار أمريكي.

## روابط خارجية
مقالات تستعمل روابط فنية بلا صلة مع ويكي بيانات